# Josef Herzog (Offizier)
Josef Herzog (* 17. August 1928 in Groß Reichenbach; † 10. Juni 2016) war ein Offizier des Österreichischen Bundesheeres, zuletzt im Range eines Brigadiers.

## Leben
Josef Herzog wurde 1928 in Groß Reichenbach in Niederösterreich geboren. Nach seiner Ausbildung zum kaufmännischen Angestellten absolvierte er die Polizeischule in Wien und war Angehöriger der Wiener Sicherheitswache von 1947 bis 1956.
Nach der Ablegung der Beamtenaufstiegsprüfung besuchte er von 1956 bis 1957 die Militärakademie in Linz-Ebelsberg und wurde am 1. Jänner 1958 als Leutnant des Österreichischen Bundesheeres zur Infanteriekampfschule ausgemustert. Es folgten mehrmalige dienstlicher Aufenthalte in der United States Army John F. Kennedy Special Warfare Center and School und eine Nahkampfausbildung beim Jagdkommando sowie eine Judoausbildung beim Bundesheer.
Von 1. Juli 1982 bis 30. Juni 1990 war er Kommandant des Landwehrstammregiments 21 Hoch- und Deutschmeister. 1990 ging er als Brigadier in den Ruhestand.
Seit 1948 war er Mitglied der Österreichischen Judo-Nationalmannschaft, langjähriger Präsident des Judolandesverbandes Wien und Mitglied im Landessportausschuss von Wien. Daneben baute er eine Judo-Schule auf. 1975 bis 1991 war er Präsident der Judo-Sportkommission im Conseil International du Sport Militaire und von 1989 bis 1991 Präsident des Österreichischen Judoverbandes. Er war Träger des 8. Dan.

## Sonstiges
Josef Herzog war verheiratet mit Lotte, geb. Fuhrmann und hatte zwei Töchter.

## Auszeichnungen und Ehrenzeichen (Auszug)
- Goldenes Ehrenzeichen für Verdienste um die Republik Österreich
- Goldenes Ehrenzeichen für Verdienste um das Land Wien
- Silbernes Ehrenzeichen für Verdienste um das Land Wien
- Kommandeurskreuz der Ehrenlegion von Senegal
- Kommandeurskreuz des Internationalen Militärsportrates
- Sportehrenzeichen der Stadt Wien
- Ehrenpräsident von Judo Wien[2]